# Tarantapapagei
Der Tarantinerpapagei (Agapornis taranta), auch Taranta- oder Bergpapagei genannt, ist eine Art aus der Gattung der Unzertrennlichen. Gemeinsam mit den anderen Arten dieser Gattung sowie dem Graupapagei, den Langflügelpapageien, dem Halsbandsittich und den auf Madagaskar endemischen Vasapapageien zählt diese Art zu den typischen Papageienarten der Afrotropis.

## Beschreibung
Die Körperlänge der Tarantinerpapageien beträgt 16 bis 17 Zentimeter. Somit ist sie die größte Art der Agaporniden. Die Männchen wiegen durchschnittlich 44 Gramm, die Weibchen hingegen 53 Gramm. Bei beiden Geschlechtern ist die Grundfärbung des Körpergefieders ein Grün. Tarantinerpapageien weisen im Körpergefieder ansonsten einen Geschlechtsdimorphismus auf. Nur beim Männchen kommen rote Federn vor. Bei ihm sind die Stirn, die Augenzügel sowie ein schmaler Ring um die Augen rot. Beim Weibchen fehlen jegliche rote Federn und sie weisen manchmal schwarze Flecken auf. Bei beiden Geschlechtern ist der Schnabel von leuchtend roter Farbe. Die Iris ist dunkelbraun. Die Schwungfedern sind an ihrer Unterseite schwarz.
Die Art kann zwischen 10 und 15 Jahre alt werden.

## Verbreitung und Lebensraum
Das Verbreitungsgebiet der Tarantinerpapageien erstreckt sich auf das Hochland von Abessinien in Äthiopien und Eritrea. Sie besiedeln dort die bewaldeten Plateaus in Höhenlagen zwischen 1300 und 3200 Meter über Normalnull.
An den Rändern immergrüner Bergwälder leben sie in Familien von drei bis acht Tieren. Bevorzugt werden die Kronen hoher Bäume, hier schlafen sie nachts gerne in Baumhöhlen.
In tieferen Lagen bewohnen sie hauptsächlich grasbewachsene Savannen und Akazienwälder. Ebenso kommen sie in einigen städtischen Gebieten vor.

## Lebensweise und Ernährung
Während der Reifezeit der Feigen kommen sie in Grüppchen von bis zu 10 Tieren in die Täler. Sie nähern sich hierbei selten menschlichen Ansiedlungen.
Die sonstige Nahrung besteht aus Samen, Beeren und Früchten, sie fressen aber auch Wacholderbeeren. Deswegen gelten sie auch manchmal als Schädling.

## Fortpflanzung
Tarantinerpapageien haben eine ungewöhnliche Weise, Nistmaterial zum Brutort zu transportieren. Sie klemmen die Zweige, Rinden und andere Pflanzenteile im Gefieder fest. Während das Pfirsichköpfchen, Erdbeerköpfchen und die Schwarzköpfchen kobelförmige Nester mit einem seitlichen Eingang bauen, besteht beim Tarantinerpapagei ähnlich wie beim Grauköpfchen das Nest nur aus einer Art Nestunterlage.
Sie nisten einzeln in Astlöchern und sind an keine feste Brutzeit gebunden. In der Nisthöhle wird nur eine wenige Zentimeter hohe Schicht des Nistmaterials ausgelegt, auf der dann 3 bis 5, selten 6 Eier in eine Mulde gelegt werden. Das Weibchen brütet, während das Männchen es mit Nahrung versorgt, ca. 24 bis 25 Tage lang. Wenn die Jungen schlüpfen, besitzen sie einen weißen Flaum, der später dann durch einen grauen ersetzt wird. Nach ca. 6 bis 8 Wochen verlassen sie das Nest und sind dann schon vollständig flugtüchtig. Das Männchen versorgt sie nach dem Ausfliegen noch einige Wochen mit Nahrung.

## Haltung

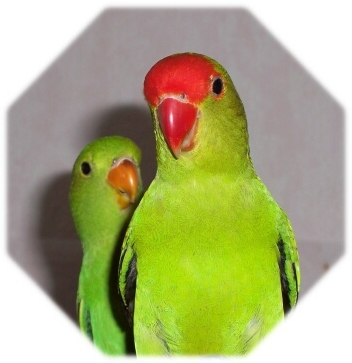
Ein Pärchen Tarantapapageien

Tarantinerpapageien wurden erstmals zu Beginn des 19. Jahrhunderts als Ziervögel importiert. Bereits 1809 wurden erstmals in Österreich Tarantinerpapageien in menschlicher Obhut gezüchtet. Nachzuchten sind danach nur unregelmäßig erfolgt. Tarantinerpapageien gehören daher zu den selten in menschlicher Obhut gepflegten Vögeln.